# Monsters Inside Me
Monsters Inside Me (Parasitas Dentro de Mim (título em Portugal) ou Parasitas Assassinos (título no Brasil)) é uma série de televisão dos Estados Unidos, produzida pelo Discovery Channel. Trata-se de um programa médico-cientifico sobre histórias de pessoas que tiveram parasitas dentro do corpo.